# Монтерони (Рим)
Монтерони је насеље у Италији у округу Рим, региону Лацио.
Према процени из 2011. у насељу је живело 91 становника. Насеље се налази на надморској висини од 28 м.